# Гелиодор Александрийский
Гелиодо́р Алекса́ндрийский (др.-греч. Ἡλιόδωρος ὁ Ἀλεξάνδρειος; V век) — философ-неоплатоник, представитель Александрийской школы неоплатонизма, ученик Прокла Диадоха.
Гелиодор Александрийский — сын Гермия Александрийского и Эдесии, брат Аммония Гермия, схоларха Александрийской школы. Гермий Александрийский умер, когда Гелиодор был ещё ребёнком; достигнув совершеннолетия, Гелиодор с братом, в сопровождении Эдесии, отправились в Афины заниматься философией у Прокла. По сообщениям Дамаския, в сравнении со своим братом Гелиодор отличался меньшими дарованиями, и его занятия философией носили более поверхностный характер.